# Округ Хаустон (Џорџија)
Округ Хаустон (енгл. Houston County) је округ у америчкој савезној држави Џорџија.

## Демографија
По попису из 2010. године број становника је 139.900, што је 29.135 (26,3%) становника више него 2000. године.
| Група             | 2000.          | 2010.          |
| Белци             | 76.391 (69,0%) | 84.703 (60,5%) |
| Афроамериканци    | 27.422 (24,8%) | 39.998 (28,6%) |
| Азијати           | 1.761 (1,6%)   | 3.403 (2,4%)   |
| Хиспаноамериканци | 3.363 (3,0%)   | 8.515 (6,1%)   |
| Укупно            | 110.765        | 139.900        |